# Lee Ju-ho
Pour les articles homonymes, voir Lee.
Dans ce nom coréen, le nom de famille, Lee, précède le nom personnel.
Lee Ju-ho (en coréen : 이주호), né le 17 février 1961 dans le comté de Chilgok (aujourd'hui à Daegu) en Corée du Sud, est un homme d'État sud-coréen, Vice-Premier ministre et Ministre de l'Éducation (en) depuis le 7 novembre 2022. Il est président de la république de Corée par intérim du 2 mai au 4 juin 2025, durant la destitution de Yoon Suk-yeol, et Premier ministre par intérim du 2 mai au 3 juillet 2025, à la suite de la démission de Han Duck-soo puis dans l'attente de l'investiture de Kim Min-seok.

## Biographie

### Jeunesse
Lee Ju-ho naît le 17 février 1961 dans le canton (myeon) de Chilgok du comté (gun) de Chilgok dans la province du Gyeongsang du Nord (actuellement la zone (jigu) de Chilgok du district (gu) de Buk de la ville métropolitaine de Daegu).
Lee est titulaire de trois diplômes en économie : une licence et un master de l'Université nationale de Séoul, ainsi qu'un doctorat de l'Université Cornell.

### Début de carrière politique
Il a été professeur à l’institut coréen de développement (en) avant d’entrer à la 17e Assemblée nationale en tant représentant proportionnel en 2004. En janvier 2009, il a été Premier vice-ministre de l'Éducation, des Sciences et de la Technologie (en) dans le gouvernement Lee Myung-bak, puis ministre en 2010, poste qu’il occupe jusqu’en 2013. Il est de nouveau nommé ministre en 2022 dans le gouvernement Yoon Suk Yeol.
En tant que ministre, Lee a supervisé plusieurs réformes majeures dans le domaine de l'éducation. Il a mis en place le programme le programme scolaire Neulbom, qui offrait une prise en charge après l’école gratuite pour les jeunes élèves du primaire, et a supervisé une tentative d’augmentation de 2 000 places le nombre d’admissions en faculté de médecine, sans succès. Il a également promu l’usage des manuels numériques, en particulier ceux fondés sur l’intelligence artificielle, introduits cette année scolaire.

### Présidence et Premier ministre par intérim (2025)
Le 2 mai 2025 à minuit (heure locale), Lee accède à la présidence et à la fonction de premier ministre, après les démissions soudaines du président et premier ministre par intérim Han Duck-soo à 16 heures (heure locale) avec effet à minuit (heure locale) et du vice-premier ministre, Choi Sang-mok à 22 h 28 (heure locale). En tant que président par intérim, Lee a ordonné aux forces armées d'élever son niveau leur niveau préparation au « plus haut niveau » et appelle à une préparation minutieuse afin d’assurer une élection présidentielle « ordonnée » et « équitable » prévue pour le 3 juin. Lee a également demandé au ministre par intérim de la Défense Kim Seon-ho (en) de superviser la surveillance et la préparation militaires, afin de répondre « rapidement et fermement » à toute provocation. Il appelle tous les fonctionnaires à faire preuve d'une discipline stricte concernant leur travail et leur neutralité politique avant l’élection présidentielle.
Lee continue à exercer les fonctions de premier ministre par intérim après l’élection présidentielle de 2025, en attendant que le Premier ministre désigné par Lee Jae-myung, Kim Min-seok, prenne officiellement ses fonctions le 3 juillet 2025.